# I-5 Skagit River Bridge
Pour les articles homonymes, voir I5.
L'I-5 Skagit River Bridge est un pont routier américain reliant Burlington à Mount Vernon, dans l'État de Washington. Ouvert au milieu des années 1950, ce pont en treillis permet à l'Interstate 5 de franchir le Skagit. Il s'est partiellement effondré le 23 mai 2013 mais a depuis lors été réparé et remis en service.